# Người Sama-Bajau

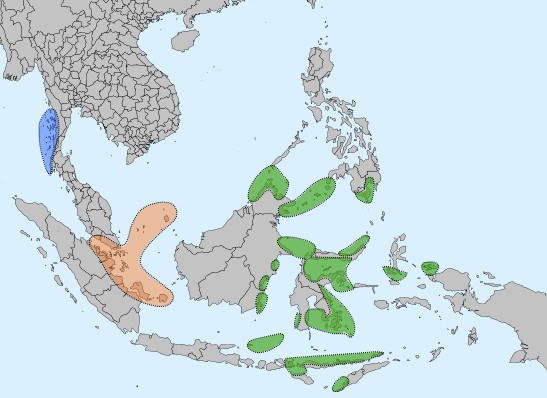
Vùng có "người du mục biển " cư trú ở Đông Nam Á
Moken
Orang Laut
Sama-Bajau

Người Sama-Bajau là một số nhóm dân tộc Austronesia thiểu số vùng hải đảo Đông Nam Á có nguồn gốc từ miền nam Philippines. Tên gọi chỉ chung đến những người thường tự gọi mình là Sama (hay Samah), hoặc được biết đến với từ Bajau (Badjao, Bajaw, Badjau, Badjaw, Bajo hay Bayao) và Samal (hoặc Siyamal, tuy nhiên từ này được coi là xúc phạm).
Họ thường sống theo lối sống du cư trên biển, và sử dụng những chiếc thuyền buồm bằng gỗ nhỏ gọi là perahu (hay layag, djenging, balutu, lepa, pilang, vinta, lepa-lepa) . Một số nhóm Sama-Bajau có nguồn gốc ở Sabah cũng được biết đến với văn hóa truyền thống của họ.
Các thống kê dân số của các nước Đông Nam Á xác định được khoảng năm 2012 có 1.093.672+ người Bajau, trong khi Joshua Project ghi nhận năm 2019 chỉ có 150.000 người Sama-Bajau cư trú ở Malaysia và Philippines.